# صد عماني
صد عُماني أو صد برّيميه (الاسم العلمي: Garra barreimiae)، نوع من أسماك شعاعيات الزعانف من فصيلة الشبوطيات. وجدت في جبال عُمان الشمالية والإمارات العربية المتحدة. معظما تعيش في الوديان والجداول (الأفلاج) والبرك والينابيع، ولكن يعيش أحد نويعاته في الكهوف تحت الأرض، وتُعرف باسم أسماك الكهوف العمياء العمانية، وقد فقد بصره وتصبغه. السمك الآخر الوحيد في كهوف الجزيرة العربية هو صد طوي أعتير (G. dunsirei)، ولكن لديه عيون طبيعية.

## التصنيف
تم وصف الصد العماني لأول مرة في عام 1956 من قبل عالم الحيوان الأمريكي هنري ويد فاولر وعالم الحيوان الإسرائيلي هاينز شتاينيتز على أنها جارا برييميا. تضم النويعات التالية:
- G. b. barreimiae Fowler & Steinitz, 1956
- G. b. gallagheri Krupp, 1988
- G. b. shawkahensis Banister & Clarke, 1977
- G. b. wurayahi Khalaf, 2009

عُثِر على نويع الكهف الأعمى لكنهُ مختلف قليلاً عن الشكل البصري الوراثي. يقتصر وجود النويعات عمومًا على مستجمعات مائية المختلفة.

## الوصف
سمكة صغيرة نحيلة، مسطحة إلى حد ما على الجانب السفلي. تنمو حتى طول حوالي 7-8 سم (2.8-3.1 بوصة). الرأس على شكل إسفين ولديه ماصة شفط على الفك السفلي وخطم حاد. هذه السمكة ذات لون غامق إلى حد ما ومرقطة. لديها شريط مستعرض شاحب خلف الرأس مباشرة. عُثر على نويع غير ملون بمقاييس أقل دون عيون خارجية تعيش تحت الأرض. الأحداث من هذا النويع في البداية تستطيع الرؤية، ولكن مع تقدمها في العمر، ينمو الجلد فوق أعينها.

## التوزيع والموائل
هذا النوع مستوطن في المنطقة الشمالية من سلطنة عُمان والمنطقة الجبلية الشرقية في الإمارات العربية المتحدة. غالبًا ما يكون أكثر أنواع الأسماك شيوعًا في مداها. في كلا البلدين يتواجد على الجانب الغربي من الجبال، كما أنه موجود في الجانب الشرقي في عمان. تعيش هذه الأسماك عادًة في الوديان، وفي الأحواض (البرك) الحصوية أو الصخرية، وفي الينابيع، وفي الجداول (الأفلاج) الصغيرة وفي المياه البطيئة الجريان. يعيش عمومًا في المياه العذبة ذات درجة الحموضة شبه المُحايدة ودرجات الحرارة من 18 إلى 24 درجة مئوية (64-75 درجة فهرنهايت) ، لكنهُ يتحمل درجة حرارة تصل إلى حوالي 40 درجة مئوية (104 درجة فهرنهايت) وملوحة تصل إلى ثلث ملوحة مياه البحر. لا يُعرف نويعه الأعمى إلا من خلال أنظمة كهف الهوتي في منطقة الحمراء بجبال جبل الأخضر في عُمان.